# Vetiș
Vetiș (Vetés en hongrois) est une commune roumaine du județ de Satu Mare, dans la région historique de Transylvanie et dans la région de développement du Nord-ouest.

## Géographie
La commune de Vetiș est située dans le nord-ouest du județ, à la frontière avec la Hongrie, dans la plaine du Someș, sur la rive gauche de la rivière, à 10 km à l'ouest de Satu Mare, le chef-lieu du județ.
La municipalité est composée des trois villages suivants (population en 2002) :
- Decebal (1 127);
- Oar (1 514);
- Vetiș (1 834) - siège de la commune.

## Histoire
La première mention écrite du village de Vetiș date de 1238. Le village d'Oar est mentionné en 1312 et Decebal a été créé en 1924 par des colons roumains venus du Maramureș.
La commune, qui appartenait au royaume de Hongrie, faisait partie de la principauté de Transylvanie et elle en a donc suivi l'histoire. dès 1241, le village de Vetiș est détruit par les Tatars, il en sera de même à plusieurs reprises durant le Moyen Âge en raison de la position du village sur les routes de pénétration vers la Hongrie.
En 1703, durant l'insurrection hongroise contre les Habsbourg, François II Rákóczi, prince de Transylvanie, publie les Patenta din Vetiș, accordant la liberté à tous les serfs qui rejoignent l'armée des insurgés.
Après le compromis de 1867 entre Autrichiens et Hongrois de l'empire d'Autriche, la principauté de Transylvanie disparaît et, en 1876, le royaume de Hongrie est partagé en comitats. Vetiș intègre le comitat de Szatmár (Szatmár vármegye).
À la fin de la Première Guerre mondiale, l'Empire austro-hongrois disparaît et la commune rejoint la Grande Roumanie au traité de Trianon.
En 1940, à la suite du deuxième arbitrage de Vienne, elle est annexée par la Hongrie jusqu'en 1944, période durant laquelle sa communauté juive est exterminée par les nazis. Elle réintègre la Roumanie après la Seconde Guerre mondiale au traité de Paris en 1947.

## Politique
Le Conseil Municipal de Vetiș compte 13 sièges de conseillers municipaux. À l'issue des élections municipales de juin 2008, Ludovic Iuhasz (UDMR) a été élu maire de la commune.
| Parti                                      | Nombre de conseillers |
| ------------------------------------------ | --------------------- |
| Union démocrate magyare de Roumanie (UDMR) | 5                     |
| Parti national libéral (PNL)               | 2                     |
| Parti social-démocrate (PSD)               | 2                     |
| Parti démocrate-libéral (PD-L)             | 2                     |
| Parti conservateur                         | 2                     |

## Religions
En 2002, la composition religieuse de la commune était la suivante :
- Chrétiens orthodoxes, 46,18 % ;
- Réformés, 36,06 % ;
- Grecs-Catholiques, 6,54 % ;
- Catholiques romains, 4,40 % ;
- Pentecôtistes, 4,04 % ;
- Adventistes du septième jour, 1,00 %.

## Démographie
En 1910, à l'époque austro-hongroise, la commune comptait3 175 Hongrois (97,42 %) et 80 Roumains (2,45 %).
En 1930, on dénombrait 1 853 Hongrois (52,52 %), 1 514 Roumains (42,91 %), 85 Juifs (2,41 %) et 32 Tsiganes (0,91 %).
En 1956, après la Seconde Guerre mondiale, 2 219 Hongrois (51,68 %) côtoyaient 2 053 Roumains (47,81 %) et 18 Ukrainiens (0,42 %).
En 2002, la commune comptait 2 183 Roumains (48,78 %), 2 053 Hongrois (45,87 %), 116 Tsiganes (2,59 %) et 115 Ukrainiens (2,56 %). On comptait à cette date 1 900 ménages et 1 800 logements.
| 1880  | 1890  | 1900  | 1910  | 1920  | 1930  | 1941  | 1956  | 1966  |
| ----- | ----- | ----- | ----- | ----- | ----- | ----- | ----- | ----- |
| 2 616 | 2 933 | 3 285 | 3 259 | 2 904 | 3 528 | 3 763 | 4 294 | 4 348 |

| 1977  | 1992  | 2002  | 2007  | - | - | - | - | - |
| ----- | ----- | ----- | ----- | - | - | - | - | - |
| 4 742 | 4 537 | 4 475 | 4 700 | - | - | - | - | - |

## Économie
La commune de Vetiș, de par sa situation géographique, possède une économie très prospère et un chômage quasiment nul. Cette économie repose sur l'agriculture, l'élevage et plusieurs zones industrielles.
Une usine de fabrication de panneaux solaires y est implantée ainsi qu'une importante unité de transformation de viande (production de conserves, charcuteries diverses).

## Communications

### Routes
Vetiș est située sur la route régionale DJ194B qui rejoint la route nationale DN19 (Route européenne 671) Satu Mare-Carei-Oradea à Decebal. Par contre, la commune ne possède pas de passage frontalier vers la Hongrie.

### Voies ferrées
La gare la plus proche est celle de Satu Mare.

## Lieux et monuments
- Vetiș, église réformée de style gothique, construite au XVe siècle par Albert Velési, évêque de Veszprém, noble originaire de Vetiș, classée monument historique[10],[11].
- Vetiș, église orthodoxe de 1911[10].
- Vetiș, manoir Szerdahelyi datant du XVIIIe siècle[12].
- Vetiș, manoir Dory Lajos du début du XXe siècle[12].
- Oar, église réformée construite entre 1825 et 1840[12].